# Эмери III де Туар
Эмери III (фр. Aimery III de Thouars; умер в 997) — виконт де Туар с 987 года.

## Биография
Эмери III, сын виконта де Туар Герберта I и Альдеарды д’Оне, был вассалом графов Пуатье, но он также признавал сюзеренитет графа Анжу Фулька III, который был влиятельным феодалом в этой части Пуатье. В 992 году Фульк помог норманнам в войне против бретонцев за графство Нант, особенно в битве при Конкерее. Фульк назначил Эмери регентом графства, где в то время правил малолетний граф Юдикаэль. Однако в 994 году Эмери, несмотря на союз с Фульком, построил крепость для контроля Пассаванта и перестал быть регентом Юдикаэля.
Он женился на некой Эльвисе, но брак оказался бездетным. Эмери, однако, имел внебрачного сына, виконта Динана Хамона I (родился около 975 года), который был основателем дома де Динан. Владения Эмери после его смерти в 997 году унаследовал его младший брат Савари III.